# Robertus kastoni
Robertus kastoni là một loài nhện trong họ Theridiidae.
Loài này thuộc chi Robertus. Robertus kastoni được Kirill Yuryevich Eskov miêu tả năm 1987.